# Pfam
Pfam é uma base de dados de famílias de proteínas em que constam as sua anotações e alinhamentos múltiplos de sequências gerados com base nos modelos ocultos de Markov.